# العرف الوردي في أخبار المهدي (كتاب)
العرف الوردي في أخبار المهدي هو كتاب في ذكر المهدي المنتظر , ألفه الحافظ جلال الدين السيوطي (849-911) , ذكر المؤلف في كتابه كل ما يتعلق بالمهدي  وظهوره والعلامات التي تسبق ظهوره وقد استفاد المؤلف من الكتب السابقة التي ذكرت المهدي مثل كتاب المنار الشريف لابن القيم الجوزية.
قال الحافظ جلال الدين السيوطي في مقدمة العرف الوردي في أخبار المهدي:
| العرف الوردي في أخبار المهدي (كتاب) | الحمد للّه وسلام على عباده الذين اصطفى ، هذا جزء جمعت فيه الاحاديث والاثار الواردة في المهدي ، لخصت فيه الاربعين التي جمعها الحافظ أبو نعيم ، وزدت عليه مافات ، ورمزت عليه | العرف الوردي في أخبار المهدي (كتاب) |